# Оборот в минута
Оборот в минута (на английски: rpm - revolutions per minute) е единица за измерване на ъглова скорост, и представлява броят пълни завъртания, направени около фиксирана ос. Използва се за измерване на скоростта на въртене на различни механични части.
В система SI ъгловата скорост се измерва в радиани в секунда (s-1):
1 оборот/мин = 2π rad/мин = 2π / 60 rad/s = 0,1047 rad/s ≈ 1 / 10 rad/s

## Примери
- Секундната стрелка на часовника се върти със скорост 1 об/мин.
- Барабанът на пералната машина може да се върти по време на центрофугиране със скорост 500 – 2000 об/мин.
- Твърдият диск на компютър (интерфейс ATA, SATA) се върти със скорост 5400 или 7200 об/мин, в редки случаи 10000 об/мин, докато при най-новите дискове (интерфейс SCSI, SAS) се развива скорост 10 000 или 15 000 об/мин.
- Скоростта на турбокомпресор може да достигне до 290 000 об/мин.
- Автомобилният двигател обикновено работи със средна скорост 2500 об/мин, на празен ход 1000 об/мин, а на максимална скорост 6000 – 10 000 об/мин.
- Витловият двигател на въздухоплавателните средства обикновено се върти със скорост 2000 – 3000 об/мин.